# Líbia nos Jogos Olímpicos de Verão da Juventude de 2010
A Líbia participou dos Jogos Olímpicos de Verão da Juventude de 2010 em Cingapura. Sua delegação foi composta por sete atletas que competiram em sete esportes.

## Atletismo
| Evento          | Atleta          | Qualificação | Qualificação | Final     | Final         |
| Evento          | Atleta          | Resultado    | Posição      | Resultado | Posição       |
| --------------- | --------------- | ------------ | ------------ | --------- | ------------- |
| 1000 m feminino | Entisar Shushan | 3:21.24      | 27º (16º q1) | 3:13.21   | 10º (Final B) |

## Halterofilismo
| Evento              | Atleta      | Peso corporal (kg) | Arranque (kg) | Arranque (kg) | Arranque (kg) | Arranque (kg) | Arremesso (kg) | Arremesso (kg) | Arremesso (kg) | Arremesso (kg) | Total (kg) | Pos. final |
| Evento              | Atleta      | Peso corporal (kg) | 1             | 2             | 3             | Res.          | 1              | 2              | 3              | Res.           | Total (kg) | Pos. final |
| ------------------- | ----------- | ------------------ | ------------- | ------------- | ------------- | ------------- | -------------- | -------------- | -------------- | -------------- | ---------- | ---------- |
| Até 69 kg masculino | Maraj Tubal | 65,78              | 100           | 110           | 113           | 110           | 130            | 130            | 130            | 130            | 240        | 8º         |

## Hipismo
| Atleta                                              | Cavalo         | Evento            | Preliminares | Preliminares | Preliminares | Preliminares | Preliminares | Preliminares | Final       | Final       | Pos. final        |
| Atleta                                              | Cavalo         | Evento            | Rodada A     | Rodada A     | Rodada B     | Rodada B     | Rodada B     | Total A+B    | Penal.      | Tempo       | Pos. final        |
| Atleta                                              | Cavalo         | Evento            | Penal. salto | Pos.         | Penal. salto | Penal. tempo | Total B      | Total A+B    | Penal.      | Tempo       | Pos. final        |
| --------------------------------------------------- | -------------- | ----------------- | ------------ | ------------ | ------------ | ------------ | ------------ | ------------ | ----------- | ----------- | ----------------- |
| Abduladim Mlitan                                    | Belcam Hinnerk | Saltos individual | 8            | 16º          | 0            | 0            | 0            | 8            | Não avançou | Não avançou | 9º                |
| Abduladim Mlitan (como integrante da equipe África) | Belcam Hinnerk | Saltos por equipe | 4            | 1º           | 4            | 0            | 4            | 8            | 24          | 157.46      | Medalha de bronze |

## Judô
| Evento              | Atleta       | 1ª rodada                    | 1ª rodada repescagem         | 2ª rodada repescagem | Final repescagem A | Disputa pelo bronze A | Pos. final |
| ------------------- | ------------ | ---------------------------- | ---------------------------- | -------------------- | ------------------ | --------------------- | ---------- |
| Até 81 kg masculino | Anis Shalabi | HUN Krisztian Toth D 000-002 | BIH Eldin Omerovic D 000-001 | Não avançou          | Não avançou        | Não avançou           | --         |

| Evento         | Atleta                                            | 1ª rodada    | 2ª rodada              | Semifinais  | Final       | Pos. final |
| -------------- | ------------------------------------------------- | ------------ | ---------------------- | ----------- | ----------- | ---------- |
| Equipes mistas | Anis Shalabi (como integrante da equipe Hamilton) | Sem oponente | ZZX Equipe Cairo D 4-4 | Não avançou | Não avançou | 5º         |

## Natação
| Evento                    | Atleta        | Qualificação | Qualificação | Semifinais  | Semifinais  | Final       | Final       |
| Evento                    | Atleta        | Resultado    | Posição      | Resultado   | Posição     | Resultado   | Posição     |
| ------------------------- | ------------- | ------------ | ------------ | ----------- | ----------- | ----------- | ----------- |
| 100 m borboleta masculino | Sofyan Elgadi | 59.07        | 29º (5º q2)  | Não avançou | Não avançou | Não avançou | Não avançou |
| 200 m borboleta masculino | Sofyan Elgadi | 2:21.66      | 21º (8º q3)  |             |             | Não avançou | Não avançou |

## Taekwondo
| Evento              | Atleta       | 1ª rodada                  | Quartas-de-final | Semifinais  | Final       | Pos. final |
| ------------------- | ------------ | -------------------------- | ---------------- | ----------- | ----------- | ---------- |
| Até 63 kg masculino | Taha Madnini | MEX Alejandro Valdés D 7-8 | Não avançou      | Não avançou | Não avançou | 9º         |

## Tiro
| Evento                       | Atleta          | Qualificação | Qualificação | Qualificação | Qualificação | Qualificação | Qualificação | Final       | Final       | Final       | Final       | Final       | Final       | Final       | Final       | Final       | Final       | Final       | Final       | Final       |
| Evento                       | Atleta          | 1            | 2            | 3            | 4            | Total        | Pos.         | 1           | 2           | 3           | 4           | 5           | 6           | 7           | 8           | 9           | 10          | Total final | Total       | Pos. final  |
| ---------------------------- | --------------- | ------------ | ------------ | ------------ | ------------ | ------------ | ------------ | ----------- | ----------- | ----------- | ----------- | ----------- | ----------- | ----------- | ----------- | ----------- | ----------- | ----------- | ----------- | ----------- |
| Carabina de ar 10 m feminino | Majduleen Milud | 91           | 91           | 87           | 89           | 358          | 20º          | Não avançou | Não avançou | Não avançou | Não avançou | Não avançou | Não avançou | Não avançou | Não avançou | Não avançou | Não avançou | Não avançou | Não avançou | Não avançou |